# The Like
I The Like sono un gruppo alternative rock statunitense, nato a Los Angeles (California) nel Settembre 2001. 
Il gruppo si formò grazie alla collaborazione tra Elizabeth "Z" Berg (voce/chitarra), Charlotte Froom (chitarra basso/voce) e Tennessee Thomas (batteria), allora soltanto quindicenni. Tutte e tre sono figlie d'arte: il padre della Berg, infatti, è il celebre Tony Berg (produttore della Records A&R), mentre Charlotte e Tennessee sono figlie di Mitchell Froom e Pete Thomas (batterista di Elvis Costello per molti anni). Fin dall'infanzia, dunque, le tre hanno vissuto immerse nella musica (peraltro sono accomunate dall'aver suonato tutte e tre il piano, prima di passare agli attuali strumenti). 
Il nome della band, rimasto invariato dagli inizi, deriva da un'idea della madre della Thomas, che fece notare alle ragazze quante loro stesse abusassero dalla parola "like". Dopo 3 anni, la band pubblicò il modo indipendente 3 EPs ("I Like The Like", "... and The Like" e "Like It or Not"), che vendevano sul sito ufficiale o ai concerti. La  loro canzone "(So I'll Sit Here) Waiting" venne utilizzata come colonna sonora per il film Thirteen, destando curiosità dei media e incrementando notevolmente il numero dei fan in tutto il mondo, grazie anche ad articoli su Teen People e Rolling Stone. Dopo aver accompagnato in tour i Phantom Planet ed i  Kings of Leon, nel 2004 ottennero un contratto con la Geffen Records. In vari video risulta far parte del gruppo anche Laena Geronimo.
La loro canzone "Don't Make a Sound" è stata inserita come accompagnamento ai titoli di coda del film del 2010 "The Next Three Days".

## Discografia

### Album
- Are You Thinking What I'm Thinking? - Geffen (2005)
- Release Me - Downtown (2010)

### EP
- I Like The Like (2002)
- ... and The Like (2003)
- Like It or Not (2004)

### Singoli
- "Falling Away" (2001)
- "What I Say and What I Mean" (2005)
- "June Gloom" (2006)
- "Fair Game" (2009)
- "Release Me" (2010)
- "He's Not a Boy" (2010) - Limited 500 print vinyl 7" release (UK)
- "Wishing He Was Dead" (2010)

### Compilation
- Thirteen soundtrack - Nettwerk (2003)
- The Chumscrubber soundtrack - Lakeshore (2005)
- War Child's Heroes - Parlophone (2009)